# Ȝ

Versal yogh (vänster), gemen yogh (höger)

Ȝ eller ȝ, även benämnt Yogh är en bokstav i det medelengelska alfabetet och representerade de ljud (velar – k, g och ng) som nu vanligen skrivs med bokstäverna g, j, y eller k.